# Frank-Walter Steinmeier
Frank-Walter Steinmeier, född 5 januari 1956 i Detmold i Nordrhein-Westfalen, är en tysk socialdemokratisk politiker tillhörande SPD. Steinmeier är Tysklands förbundspresident sedan 19 mars 2017. Han har tidigare varit chef för förbundskanslerns kansli (Bundeskanzleramt) under Gerhard Schröder 1999–2005, utrikesminister 2005–2009 och vice förbundskansler 2007–2009 i regeringen Merkel I, samt åter utrikesminister 2013-2017 i regeringen Merkel III.

## Biografi
Steinmeiers föräldrar var snickare respektive fabriksarbeterska och han växte upp i Brakelsiek, idag en del av staden Schieder-Schwalenberg. Efter avslutad skolgång 1974 i Blomberg och militärtjänstgöring 1974-1976 inledde han studier i juridik och statsvetenskap vid Justus-Liebig-Universität Gießen. Han examinerades i juridik 1982 och en andra gång 1986, arbetade därefter som forskarassistent vid Institutet för offentlig rätt och statsvetenskap vid universitetet i Giessen tills han 1991 promoverades i juridik med en avhandling om vad staten kan göra för att förhindra hemlöshet. Under sin studietid var han tillsammans med journalisten Brigitte Zypries, sedermera tysk justitieminister. Han träffade även sin fru under studietiden, juristen och sedermera förvaltningsdomaren Elke Büdenbender. Han tillhör reformerta kyrkan i Tyskland och är sedan november 1975 medlem i SPD.
Han anställdes 1991 vid Niedersachsens statskansli och var kanslichef hos delstatens regeringschef, Gerhard Schröder, 1993-1994. Efter Schröders seger i förbundsdagsvalet 1998 utnämndes Steinmeier till statssekreterare i Bundeskanzleramt och var från 1999 dess chef. I den stora koalition mellan CDU/CSU och SPD som tillträdde efter förbundsdagsvalet 2005 utnämndes Steinmeier till utrikesminister. Efter Franz Münteferings avgång 2007 efterträdde Steinmeier honom som ställföreträdande förbundskansler.
På SPD:s partikongress i oktober 2007 i Hamburg, valdes han med en majoritet på 85,5 procent till en av tre vice ordförande för partiet. Han var tillförordnad partiordförande hösten 2008 och partiets kanslerkandidat i förbundsdagsvalet 2009, där SPD gick kraftigt tillbaka.
Steinmeier har motsatt sig att Bundeswehr ska dras tillbaka från Afghanistan och har varit en av de drivande i Tysklands agenda 2010-arbete. Han har också förordat en pensionsålder på 67 år.
Den 12 november 2007 framförde Steinmeier, tillsammans med sin franske kollega Bernard Kouchner och den turkiska sångaren Muhabbet en sång, som skulle uppmana till integration och emot våld. Strax därefter rapporterade media att Muhabbet i tidigare sånger förhärligat våld och brottslighet och var en islamist som försvarat mordet på Theo van Gogh.
Den 14 november 2016 meddelade regeringspartierna SPD, CDU och CSU att man enats om att nominera Steinmeier till förbundspresident. Eftersom dessa partier hade en stor majoritet bakom sig i förbundsförsamlingen förmodades han bli vald och därför avgick han som utrikesminister den 27 januari 2017. Den avgående förbundspresidenten Joachim Gauck hade tidigare meddelat att han avstod från att kandidera till en andra period på grund av sin ålder. Genom förbundsförsamlingens val den 12 februari valdes han till Tysklands 12:e förbundspresident och tillträdde den 19 mars 2017. 2022 blev han med bred marginal vald av förbundsförsamlingen även för en andra femårig mandatperiod.

## Övrigt
Enligt dokument från WikiLeaks har NSA systematiskt spionerat på honom.

## Utmärkelser
- Mottagare av Serafimerorden, 7 september 2021.